# Поезія перформансу

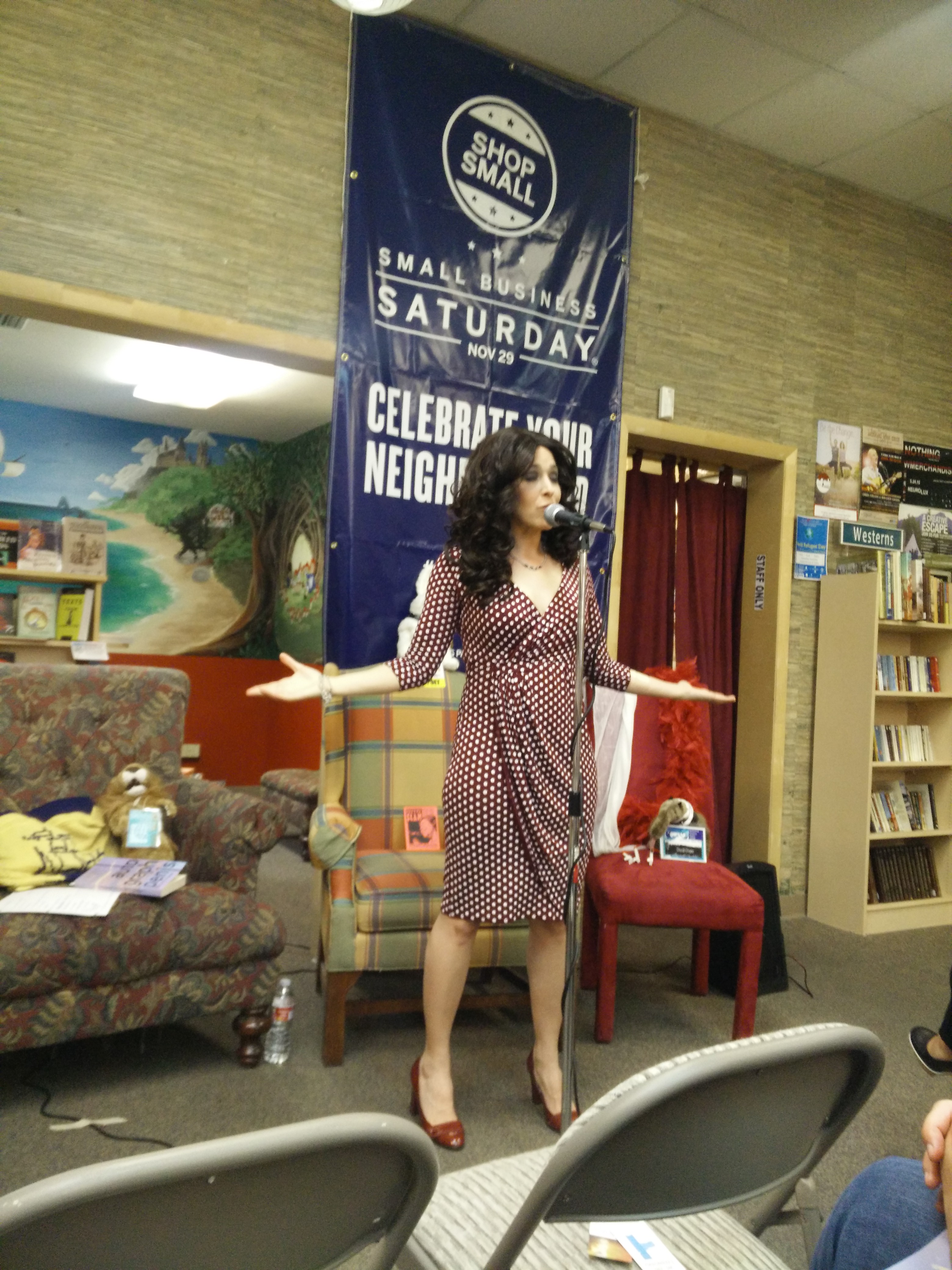
Х. О. Тенджер виступає в книжковому магазині в Бойсе, штат Айдахо.

Поезія перформансу — поезія, що виражається усно й містить імпровізацію, елементи театру та перфомансу.
Протягом 1980-х років цей термін набув популярності й позначав вірші, написані виключно для публічних виступів. Поетичні імпровізації не публікувалися в друкованих виданнях.

## Історія
Термін «поезія перформансу» уперше був використаний у 1980-х у статті про Гедвіґу Ґорскі, чиї записи виступів мали величезний успіх на радіостанціях усього світу. Її гурт «East of Eden Band» називали найбільш вдалим поєднанням музики та поезії, а касети з живими виступами транслювали на андеграудних радіостанціях. Ґорскі, випускниця школи мистецтв, намагалася придумати термін, який би відрізняв її текстові вокальні виступи від мистецтва перформансу. Автори поезії перформансу у своїй творчості торкалися переважно риторичних та філософських тем. 
Газета «Остін Хронік», що двічі на тиждень друкувала колонку «Літера», уперше опублікувала термін «поезія перформансу», щоб описати роботу Ґорскі з композитором Д'Яльмою Гарньєй III у 1982 році. Також це поняття використовували для позначення «нео-віршованої драми» 1978 року й «концептуальної розмовної поезії для п'яти голосів» під назвою «Ох, мама!», у якій застосовано метод нарізки сцен, що став популярним завдяки роботам Вільяма Берроуза і концептуальним видам мистецтва.
Національний фонд мистецтв у США (National Endowment for the Arts (NEA)) класифікував перформанс як вид візуального мистецтва; поезію перформансу відносили до театрального мистецтва, поки не у ХХІ столітті не змінили класифікацію на літературу. Оскільки багато поетів цього жанру не мали публікацій, спершу їхні твори не відповідали вимогам фінансування nf визнання NEA. Аудіокасети з поезією перформансу також не відповідали критеріям для номінації на літературні гранти. Заявлене заперечення проти такої класифікації базувалося на тому, що вистави виконавців поезії перформансу та друковані записи їхніх виступів наживо не могли конкурувати з друкованою поезією. Національний фонд мистецтв тепер приймає різноманітні форми презентації для перевірки публікацій претендентів на грант, зокрема аудіозаписи, які не мають друкованих версій віршів. 
Поезія перформансу разом із музикою досягла піку популярності в 1980-х роках, так само, як і мистецтво перформансу ввійшло в моду в 1970-х. У цей період Сан-Франциско та Нью-Йорк були центрами подібного виду діяльності. Остін, штат Техас (Третій берег), протягом 1980-х років також був відомий виступами-перформансами з низкою талановитих авторів. До кращих поетів з Остіна та тих, хто здобули національну й міжнародну популярність, відносять Рауля Салінаса, Костянтина К. Кузьмінського, Джоя Коула, Гедвіґу Ґорскі, Роксі Гордона, Рікардо Санчеса, Гарріетта Маллена. Останній, зокрема, був номінований на Національну книжкову премію. Публічний мистецький проєкт «Остін Поетс Ауто Антологія» записав виступи вищезазначених авторів для трансляцій на радіо. Гедвіґа Ґорскі зазначила у своїй колонці в «Літері», що деякі з них (авторів) були «жахливими», так само, як і колись описував її вокал один газетний рецензент, критикуючи пісню гурту виконавиці «East of Eden» «There's Always Something That Can Make You Happy». Іншими виконавцями тогочасної Остінської сцени, коли поезія перформансу почала перетворюватися на школу поезії, були: Пат Літледог, Елеонора Крокетт, Джим Райан, Чак Тейлор, Грег Гаунтнер, Альберт Хаффтіклер, У. Джо Хоппе, Енді Клаузен, поетеса й драматургиня Ізабелла Рассел-Ідес (Небезпечно близько до себе, видавництво Слау Прес) і Девід Джуелл (поет). Їхніх записів було найбільше в аудіоантології Гедвіґи Ґорскої.
Девід Джуелл мав міцні зв'язки з Гінсбергом, Ґреґорі Корсо, Гері Снайдером та іншими. До 1990-х років поетична громадськість була менш зацікавлена в «біт-поетах» 1950-х і 1960-х років. Вони шукали щось більш свіже, нове, пов'язане з часом. Тому поети почали створювати власні клуби, кав'ярні та засоби масової інформації. Усе це пізніше стало поприщем для розвитку слем-поезії. На відміну від Ґорскі та її музичної групи, яка почали транслювати поетичні спектаклі на радіо та розповсюджувати записи цих трансляцій замість публікації в друкованому вигляді, Джуелл та поети-слемісти були більш зацікавлені в малих живих аудиторіях. Автори, які виступали в кав'ярнях Нью-Йорку, та митці, які більше орієнтувались на ЗМІ, такі як Ґорскі та Джон Джорно, сформували дві лінії впливу, що стало причиною появи нового шоу «Def Poetry» на HBO.

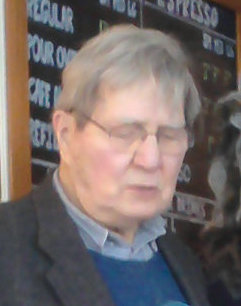
Голуей Кіннелл виконує поетичний твір у Вермонті

Виступи письменників перформансу, особливо поетів, виконували широку соціально-комунікативну функцію для літератури. Плюралізм літературного виконання перебуває під контролем поета/письменника, і виконавець завжди задіює глядачів. Важливо пам'ятати, що саме виступ був первинним методом розповсюдження поезії з часів племінної історії та стародавньої Греції. Ґорскі часто слушно зазначає, що телебачення та технології краще здатні доносити інформацію до масової аудиторії, а винахід друку перетворив поезію на зовсім інший вид мистецтва. Друкована книжка має такий же вплив, як картини та скульптури.
Сьогодні поетичний перформанс також використовують як засіб, що сприяє підвищенню рівня грамотності в державних школах. Всесвітня корпорація письменників запроваджує технології, зокрема відеоконференції та подкасти, як спосіб для студентів ділитися власною поезією, часто на сцені.

## Поезія в усних культурах
Поезія перформансу не є винятково постмодерністським явищем. Вона зародилася ще з виконання віршів у неписемних суспільствах. Ці поезії передавали усно від виконавця до виконавця та були створені з використанням художніх засобів, як-от повторення, алітерація, рима та скорочення для полегшення запам'ятовування й подальшого згадування. Виконавець «діставав» вірш із пам'яті, використовуючи особливий спосіб запам'ятовування. Цей спосіб давав змогу автору додавати до твору щось своє, хоча загалом усі намагалися дотримуватися традиційних та оригінальних версій віршів.

## Поява друку
Хоча популярні твори, зокрема й збірки поезій, уже розповсюджувалися для приватного читання й вивчення в рукописному вигляді, впровадження дешевих технологій друку значно пришвидшило цей процес. Результатом стала зміна ролі поета в суспільстві. З артиста поет перетворився на творця письмових текстів для приватних читань. Публічне виконання поезії загалом обмежувалося. Зокрема в Європі вірші виконували рідше, як-от під час постановки п'єс у віршах, у творах єлизаветинських мадригалістів або Роберта Бернса. Окрім того, поезія перформансу обмежувалася читанням вголос із друкованих книг у сім'ях або групах друзів.

## ХХ століття
На початку ХХ століття відбувалося переосмислення художніх форм. Поети на кшталт Басиля Бантинг та Луїса Зукофського закликали до поновлення уваги до усної поезії. Бантинг зокрема стверджував, що вірші на папері подібні до музичної партії в нотах: не зрозуміло, про що вони, поки не почуєш. Таке ставлення до поезії заохочувало до створення середовища, у якому б читали лірику.
Протягом 1950-х років американський поет Сід Корман почав експериментувати з тим, що він називав усною поезією. Це стосувалося спонтанного складання віршів та записування їх на магнітофон. Аллен Гінсберг почав практикувати такий самий метод у 1960-х. Девід Антін, який почув деякі касети Кормана, пішов далі. Він створив свїй жанр толк-віршів, імпровізуючи прямо перед аудиторією. Ці вистави були записані, а пізніше касети переписували для публікації у книжковому вигляді. Приблизно тоді ж Джером Ротенберг звертався до своїх етнопоетичних досліджень. щоб створювати вірші для ритуальних виступів та дійств. Творчість письменників біт-покоління була відома як «шлюб поезії та джазу». Наприкінці 1960-х років інші поети за межами Сан-Франциско та Нью-Йорка експериментували з поезією перформансу. Найбільш помітним серед них був Девід Франкс, тодішній викладач кафедри мистецького інституту Меріленда.
У Великій Британії поети Боб Коббінг й Едвін Морган вивчали можливості живого виступу. Поетичні зустрічі Коббінга «Bird Yak» і «Konkrete Canticle» передбачали спільні виступи з іншими авторами й музикантами та частково сприяли виведенню деяких митців британського відродження поезії на світову арену.
Тим часом. багато інших поетів родом з Англії та Сполучених Штатів продовжували організовувати вечори читання поезії, в основному, на невеликих академічних зборах в університетських кампусах. Поетичні читання здобули національну популярність, коли Роберт Фрост виконав «Спогад про дар» під час інавгурації Джона Кеннеді. Після цієї події записи виступів Фроста та інших відомих поетів почали користуватися великим попитом.

## 1970-ті й потому
До 1970-х років з'явилися три основні форми поетичного виконання. 
1. Вірші, написані спеціально для виступу. До цієї форми поетичного виконання відносять твори Джерома Ротенберга та вірші, які складають під час виступу, зокрема Давида Антіна. Обидва ці типи, як правило, відносять до поезії перформансу.
2. Поезія з музикою — тип, заснований на методі читання віршів під музичний біт. Деякі гурти поетів виконують свої твори під музику як вправу, але ці тексти не можна назвати піснями.
3. Поезія для вокального виконання, музика для поетичного перформансу. Найпопулярніший тип виконавської поезії пов'язаний із Гедвіґою Ґорскою, яка створила термін «поетичність», щоб описати свою роботу з музикою[6]. На відміну від біт-покоління, вірші Гедвіґи Ґорскої були створені для виступу з музикою, яка була спеціально для цього написана. Її розмовний вокал був максимально наближений до співу[7]. Інший тип поезії перформансу, який використовувала Гедвіґа Ґорска, виконували без музики. Він був пов'язаний із концептуальним мистецтвом[8]. На відміну від Антін і Корміна, Ґорска ніколи не імпровізувала, але писала вірші лише для перформансу, а не для друку.

У США виникла спілка поетів «L = A = N = G = U = A = G = E», які не вважали мову основою поезії. Вони стверджували, що поезія перформансу вийшла з моди разом з авангардизмом. Проте все більша популярність відкритих мікрофонів, які дають змогу невідомим поетам виходити на сцену й ділитися своїми роботами від 3 до 5 хвилин, та поетичних батлів означала, що поезія перформансу є однією з найбільш поширених форм поезії. Головними серед прихильників і діячами цих нових форм поезії були Боб Холман в Нью-Йорку, Марк Сміт у Чикаго та Алан Кауфман у Сан-Франциско. 
У 1990-х роках проєкт лауреата премії поетів США Роберта Пінського «Улюблена поема» надав нову можливість простим американцям читати й виконувати власні улюблені твори. Сучасні поети перформансу експериментують з поетичними виставами, адаптованими для розповсюдження на компакт-дисках, відео, а також роблять творчість доступною для інтернет-аудиторії.

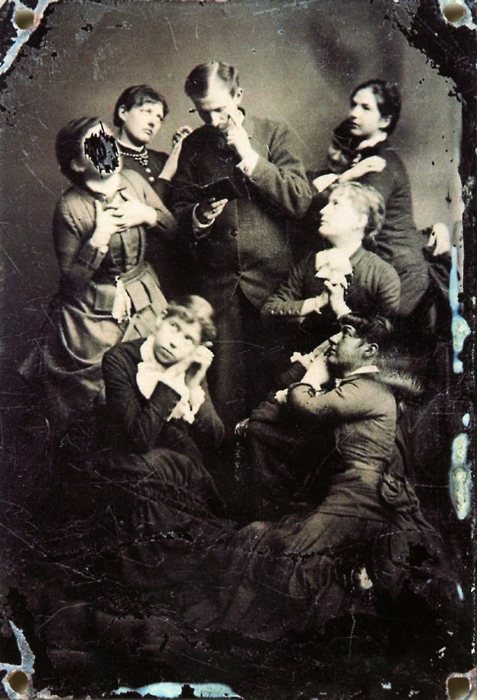
Поет з кількома шанувальниками

Поети біт-покоління були першими, хто потрапив до засобів масової інформації та поширювали там свою творчість. Найвідомішим біт-поетом був Аллен Гінсберг, який разом зі своїм колегою Джеком Керуак декламували та записували власні твори. Гінзберг завжди використовував музику для своїх творів і часто називав себе «поетичним-органом». Він клав вірші Вільяма Блейка на музику. Незважаючи на те, що біт-покоління не використовувало термін «Поезія перформансу», щоб класифікувати власні твори, проте їхні виступи стали основою натхнення для Гедвіґи Ґорскої. 
Поетичні батли — конкурентний формат живого виконання, який заснував поет Марк Сміт у Чикаго, що став справжнім розсадником для поетичних виступів.
Поезія перформансу стала значно поширенішою завдяки появі Def Jam — хіп-хоп-звукозаписувальної компанії, яку заснував Рассел Сіммонс. Він також створив телешоу на телеканалі HBO, на якому поети декламують власні твори. Окрім того, там виступають поети, які майже рік праювали на Бродвеї й отримали премію Тоні.
Іспаномовні митці, зокрема Педро П'єтро, Мігел Альгарін, Джанніна Бранчі і Гільєрмо Гомес-спів, відомі своїми гумором і політичними жартами над американськими імперіалізмом. Пізніше сучасні латиноамериканські поети, як-от Віллі Пердомо, Едвін Торрес (поет) і Карідад де ла Луз, будуть наслідувати ці традиції.
Тісно пов'язаний із Чиканськими поетами індійський митець Джон Труделл, який записував власні твори й подорожував із музичними касетами. Він часто писав про переслідування та агентів ФБР, які нібито вбили його дружину й дітей. Протест має велике значення для меншин, які займаються поезією перформансу. Це робить американську поетичну виставу важливою та надає їй спільних рис із поетами біт-покоління, зокрема Аллена Гінсберга.

## Сполучене Королівство
У Сполученому Королівстві, де вплив «L = A = N = G = U = A = G = E» був більш обмеженим, багато авангардних поетів продовжували власну діяльність. До них належав Аарон Вільямсон. Британський поет Майкл Хоровіц зробив значний внесок у поширенні цієї традиції у Великій Британії на початку 1960-х років. Його Live New Departures — гастрольна версія поетичного й мистецького журналу New Departures (заснованого 1959 року) — дав простір і можливості для поетів, як-от Піт Браун й Адріан Мітчелл. Вони об'єднали поезію перформансу з акомпанементом джазових музикантів, зокрема піаніста Стена Трейсі й саксофоніста Боббі Веллінса. Однак, становлення поезії перформансу, як популярної форми мистецтва, ймовірно, може бути пов'язане з виступом Аллена Гінсберга в Альберт-Холі 1965 року на Міжнародному втіленні поезії. Горовіц, Браун і Мітчелл приєдналися до колег Гінзберга та Бета Лоуренса Ферлінгетті разом із Грегорі Корсо та іншими європейськими поетами заради цієї знаменної події у Лондоні. Розвиток також був пов'язаний з появою Ліверпульських поетів, які посилалися, головним чином, на поетів Роджера МакГоу, Адріана Анрі і Брайана Паттена, які розпалювали аудиторію у Великій Британії у 70-х роках. 
Сучасна британська поезія перформансу — формат, який досі використовують у своїй творчості Мюррей Лахлан Янг, Франческа Бірд та Жерар МакКоун. 
«Яблука й Змії»(англ. Apples and Snakes)— колектив, що пропагує поетичний перформанс у пабах і на фестивалях, заснували Манді Вільямс, ПР Муррі і Джейн Аддісон у Лондоні 1982 року. Вони були натхненні роботою New Variety / CAST. Митці працювали з «поетами розмовного жанру», як-от Аттила «біржовий маклер», а також іншими поетами й музикантами з політичними посланнями, зокрема Біллі Бреггом і Лінтоном Квісі Джонсоном. 
У 90-х у великих містах, як-от Манчестер і Лондон, з'явився інший стиль, який був сформований більше під впливом хіп-хоп-культури й меншою мірою під впливом поетичних течій у Сполучених Штатах. До відомих письменників цього періоду відносять Лемна Сісея та пізню творчість Діка Омеє з Манчестерської сцени, а також Роджер Робінсонсон та Ель-Крис з Лондону.
На експериментальному фронті виникла низка нових ініціатив із використанням поезії та руху. ShadoWork, наприклад, має на меті «порушити і збагатити звичайний формат автора, тексту і аудиторії», поєднуючи (простий) театральний рух із голосом і сценою, для привернення більш глибокої уваги до тексту. Такі етапи в розвитку поезії, як ShadoWork, є «контркультурним» способом виконання поезії.
Британська сцена поезії перформансу продовжує процвітати на низовому рівні з виступами в пабах і театрах, а також на фестивалях мистецтв, як-от Гластонбері і Единбургський край. Батли й відкриті мікрофони залишаються популярними в більш традиційних письменників. Медіатвори, створені під впливом творчості Гедвіґи Ґорскої, отримали своє визнання. Її записи й досі можна почути на телебаченні та радіо. На багатьох сучасних британських поетів-виконавців вплинули панк-поети, як-от Джон Купер Кларк і реггі-поет Лінтон Квісі Джонсон, а також, певною мірою, комедія та хіп-хоп.
2003 року в університеті Бат Спа відбулася перша британська конференція поезії перформансу, яку організувала Люсі Інгліш. Виконавцями були поети із США Боб Холман і Чарльз Бернштейн. 
В університеті Bath Spa відводять цілий модуль для поетичних виступів у межах програми творчого письма.